# Monaster św. Stefana (Iran)
Monaster św. Stefana – ormiański monaster położony 15 km na północny wschód od miasta Dżolfa w Iranie. Znajduje się na szczycie skarpy nad rzeką Araks, przy granicy z Armenią. Powstał w IX wieku, a odbudowany został za czasów panowania Safawidów po trzęsieniu ziemi.

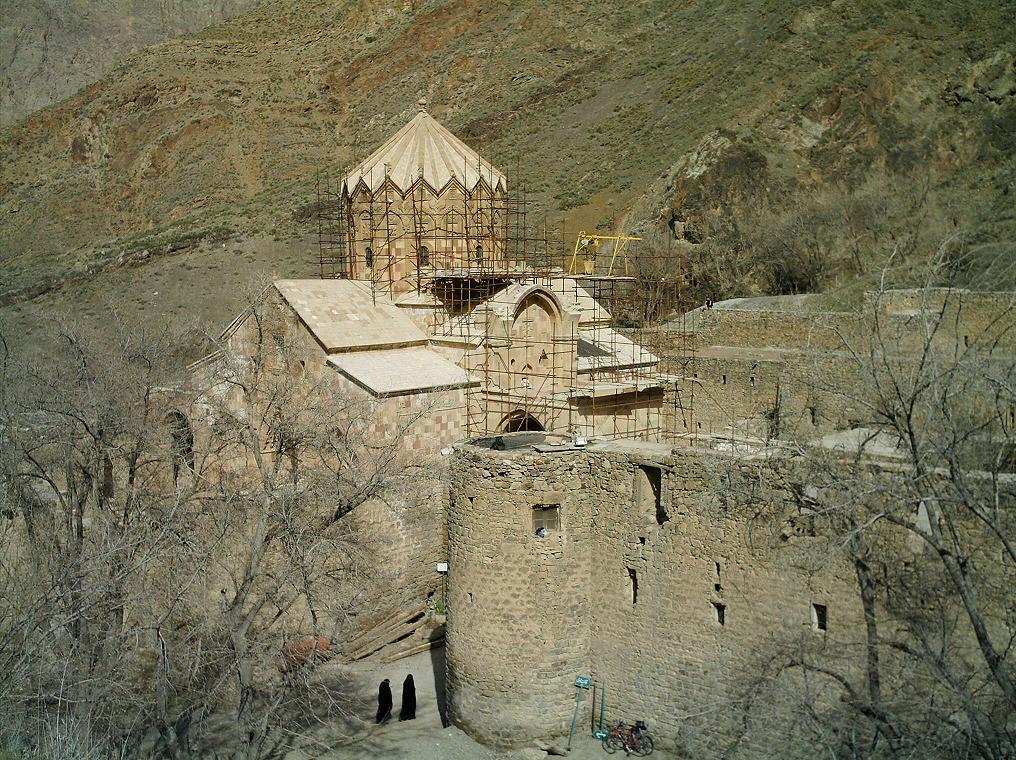
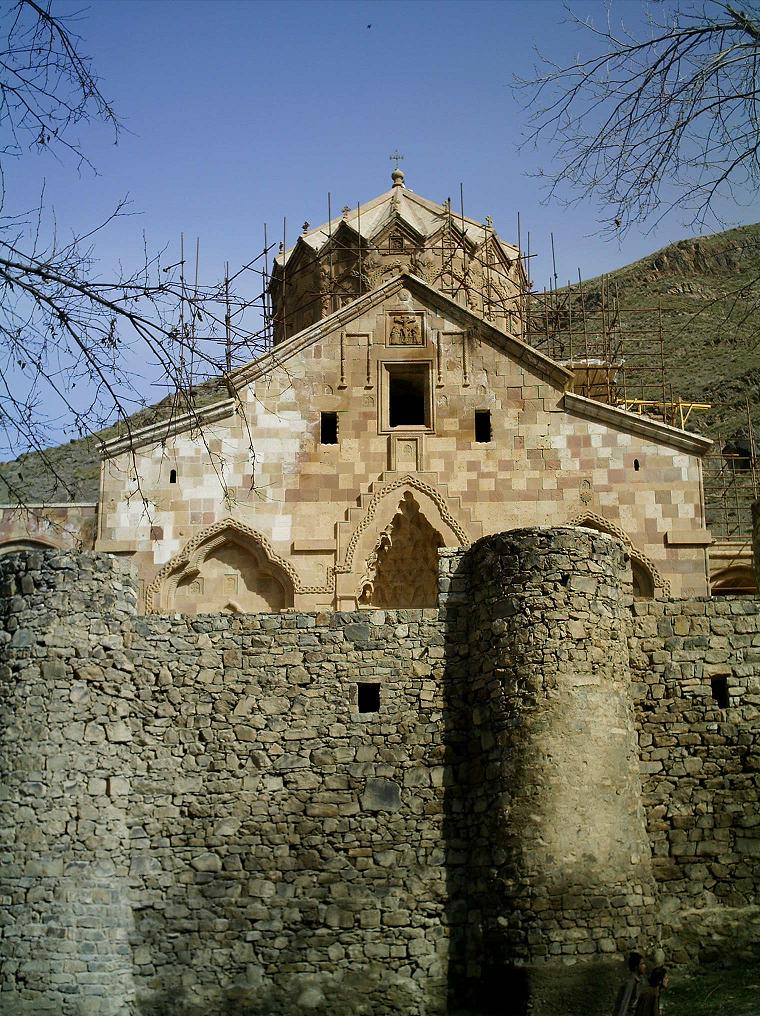
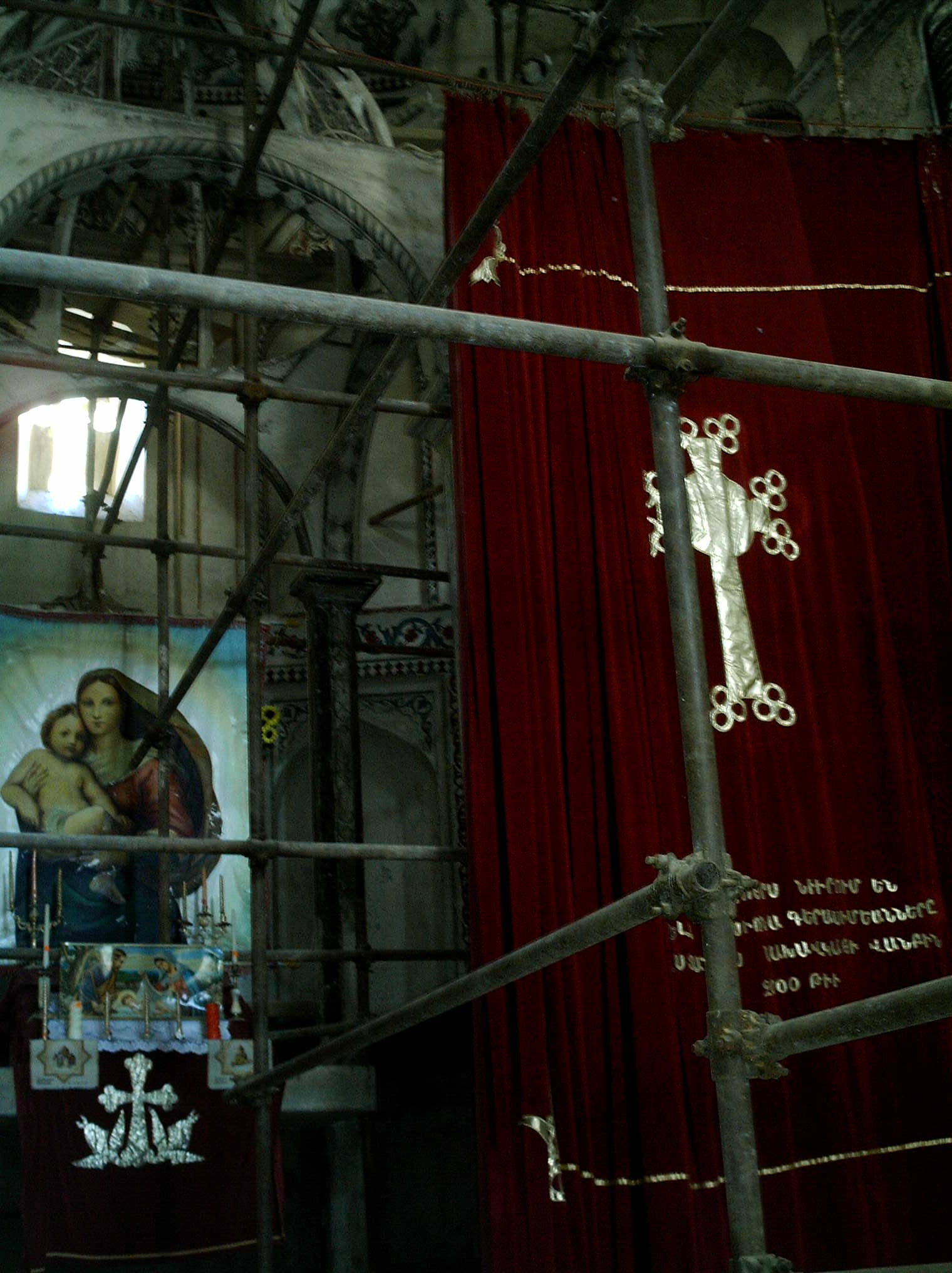
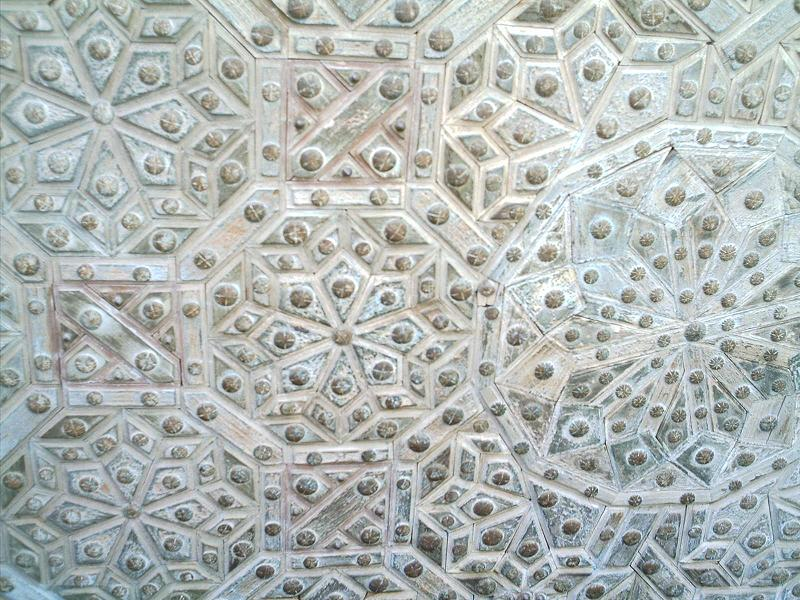
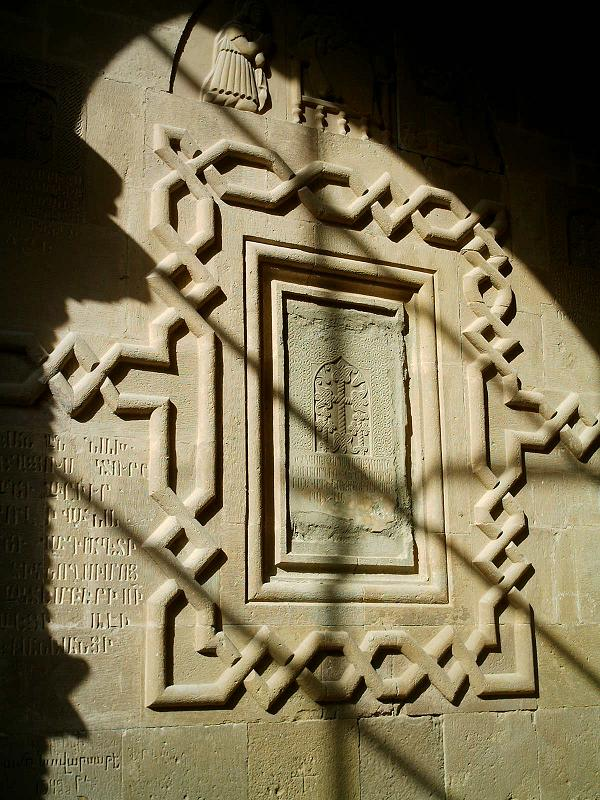
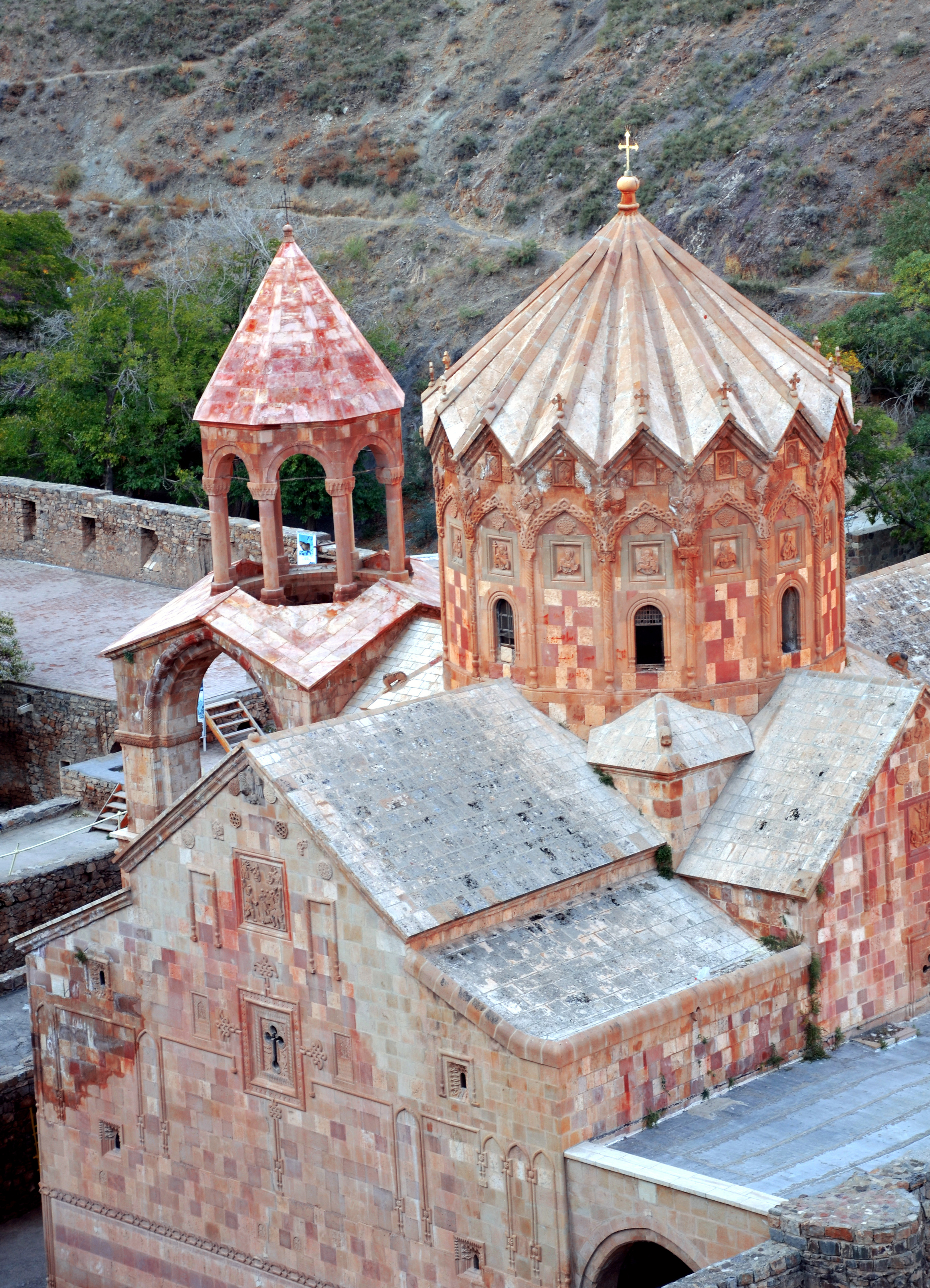
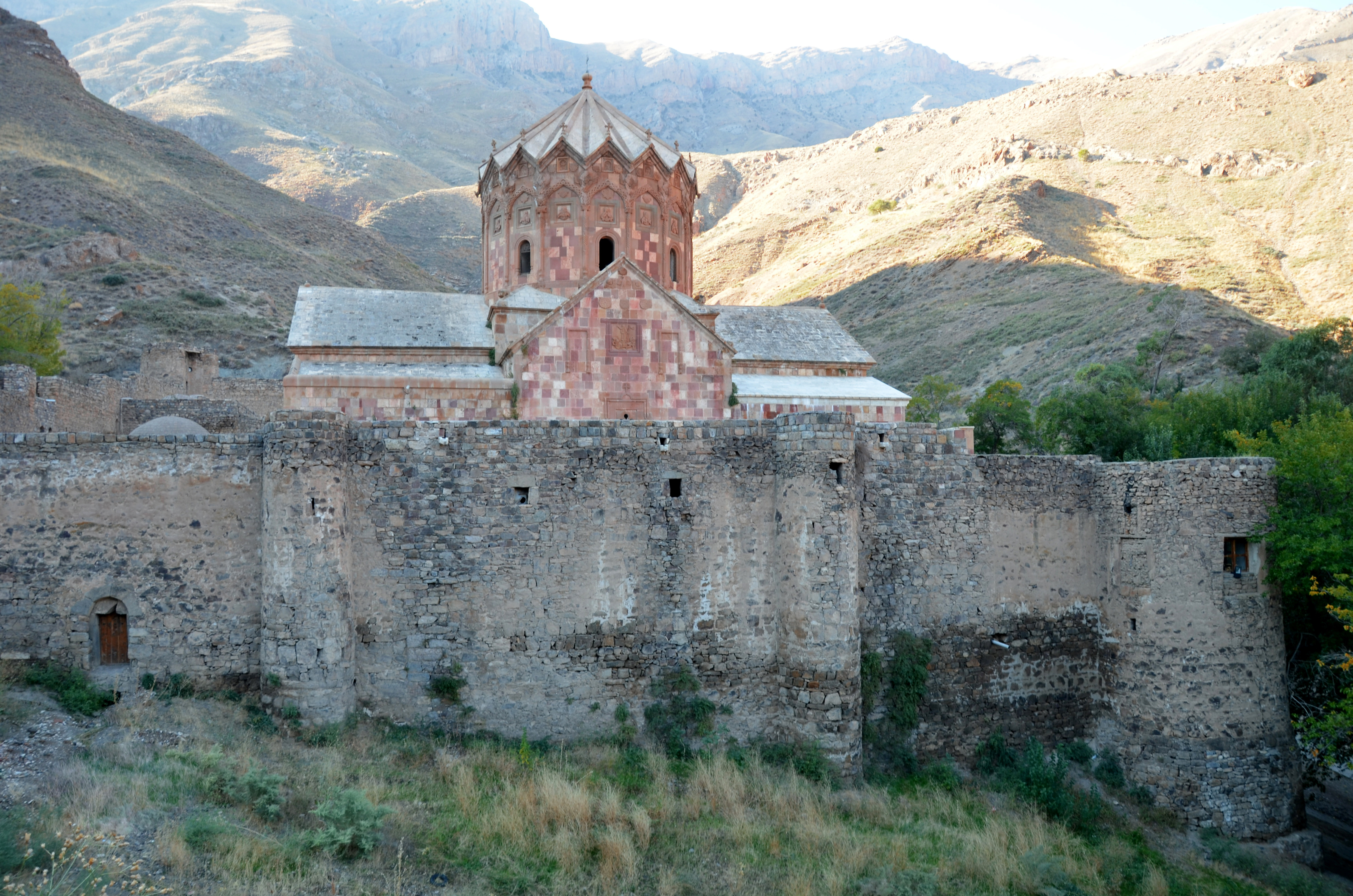
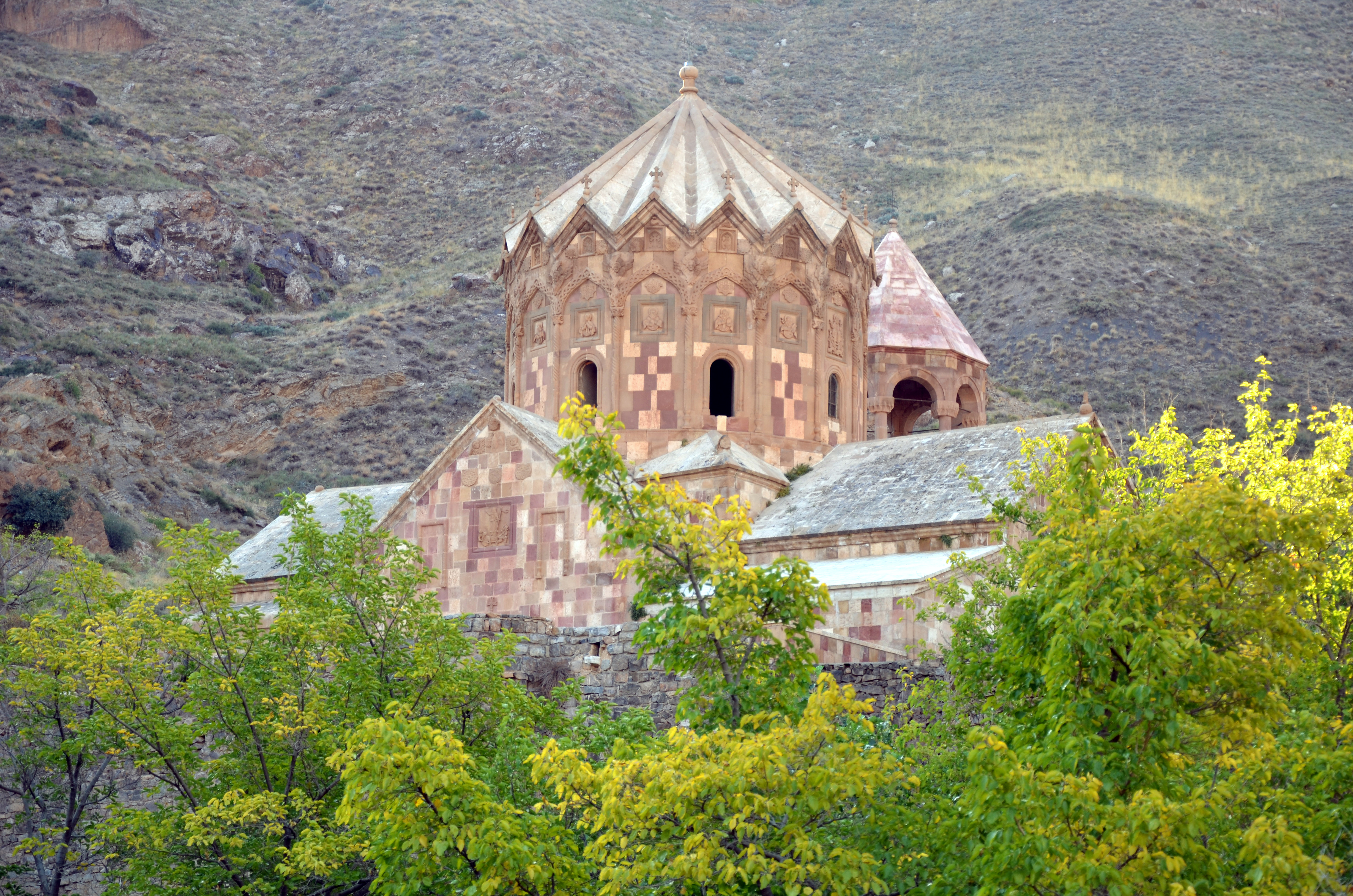
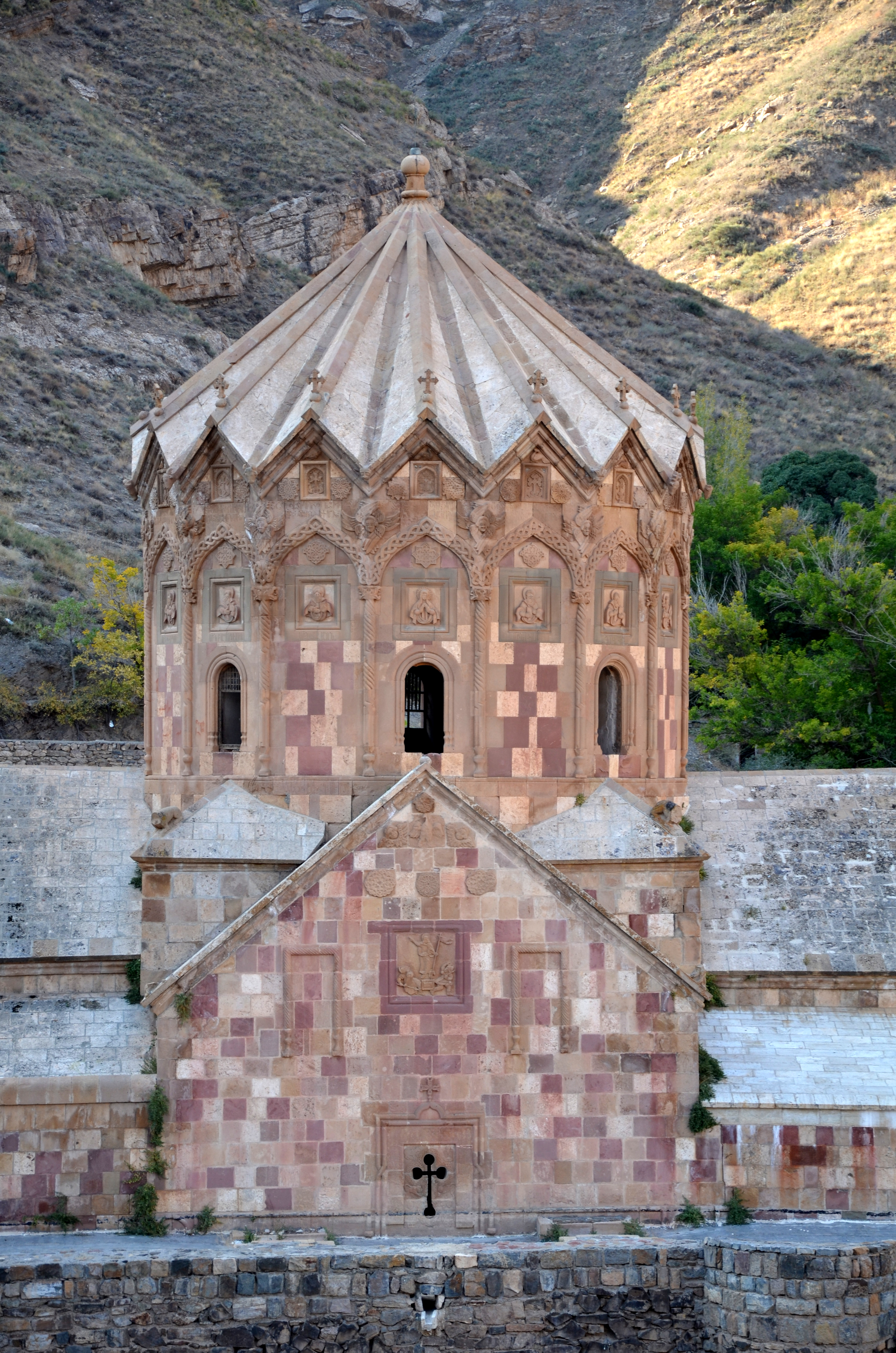
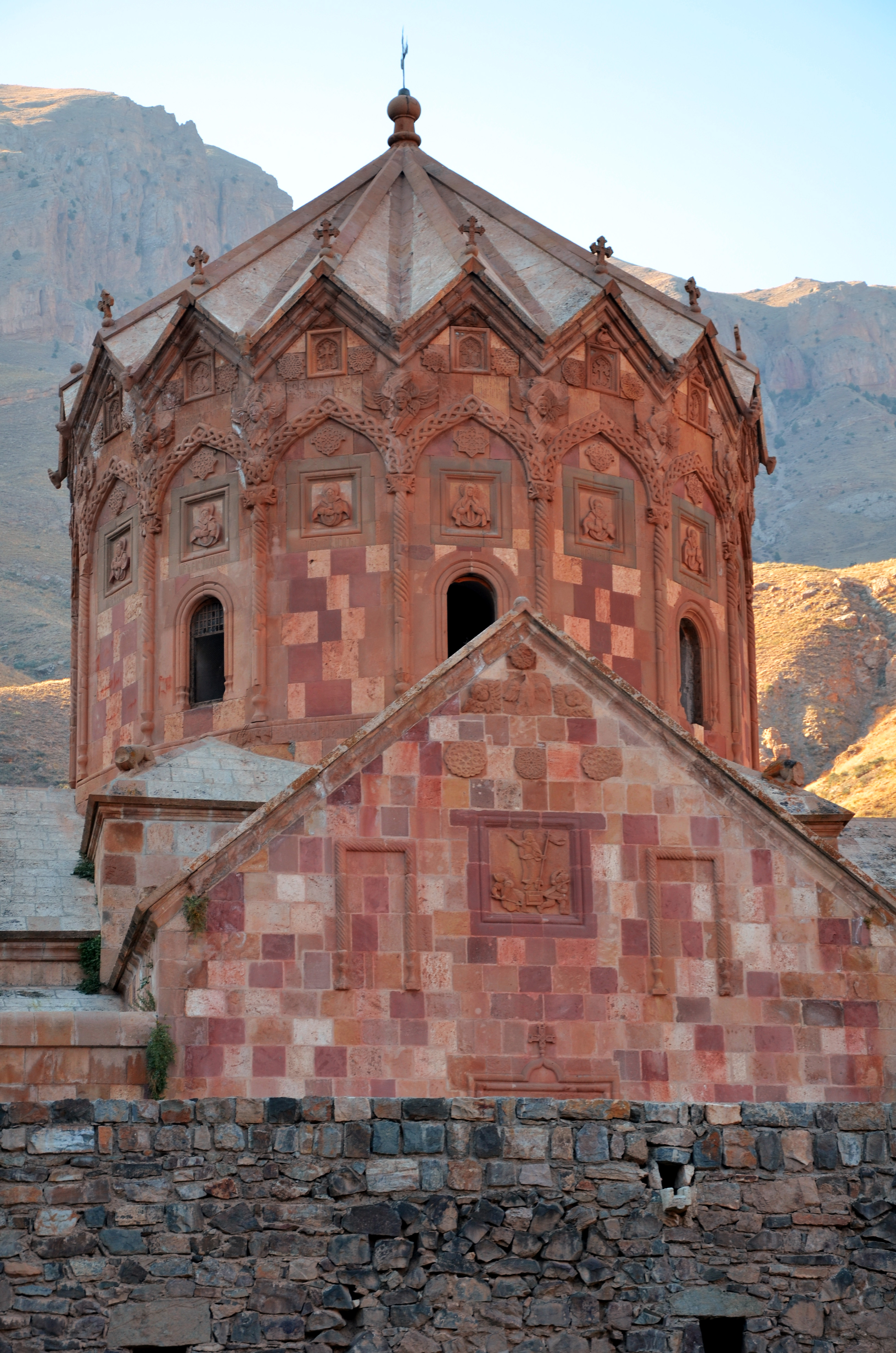
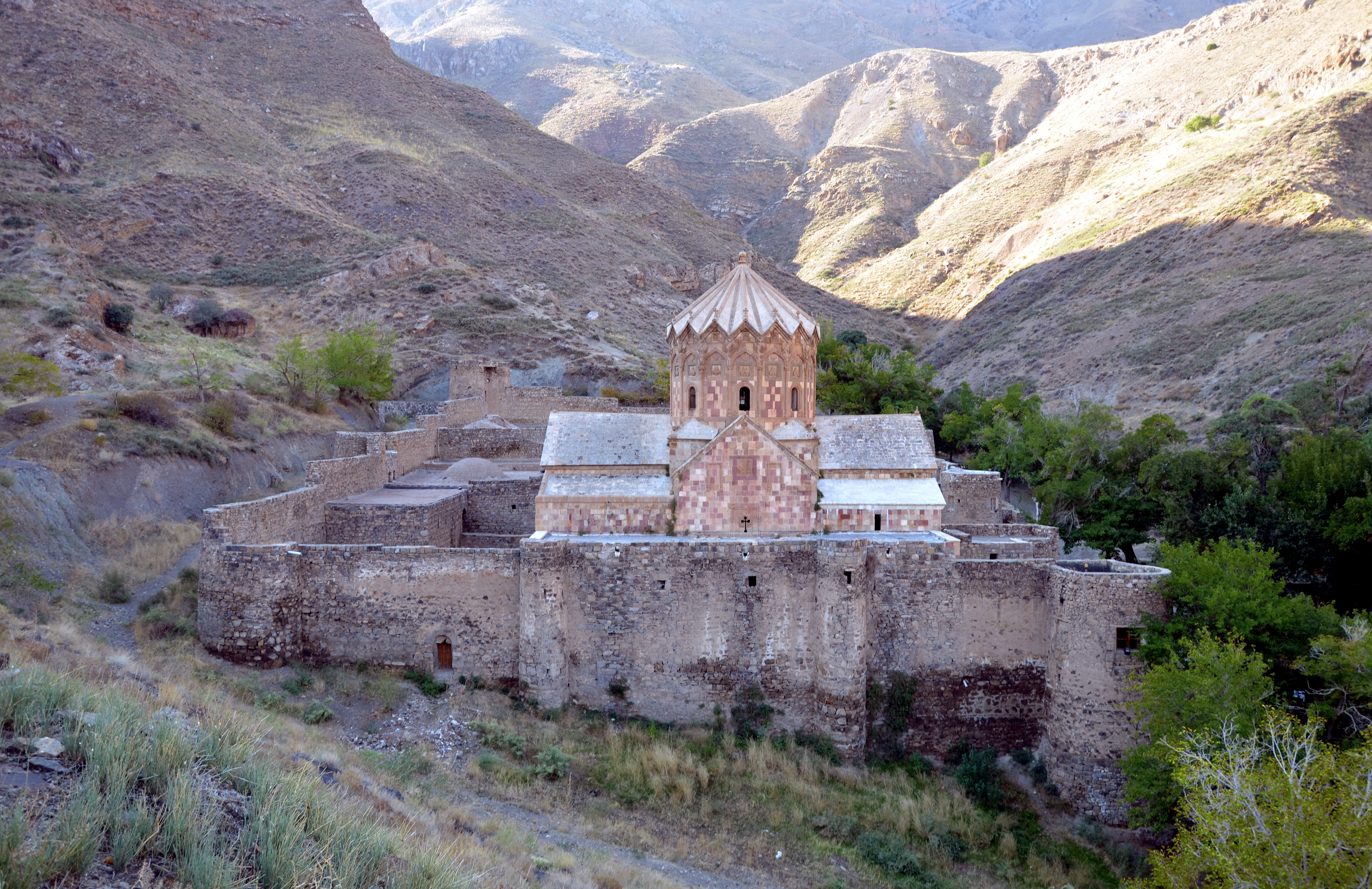
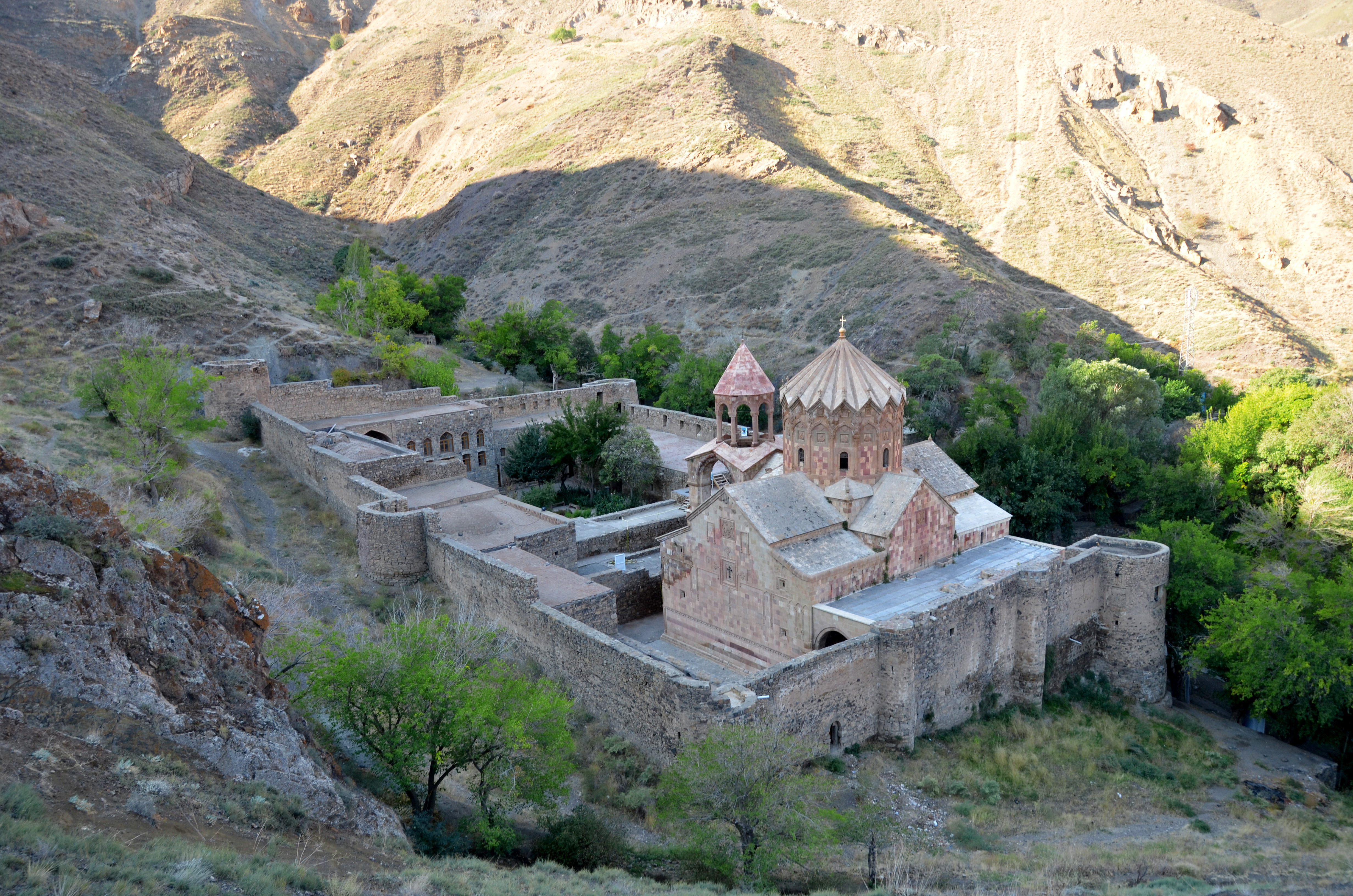
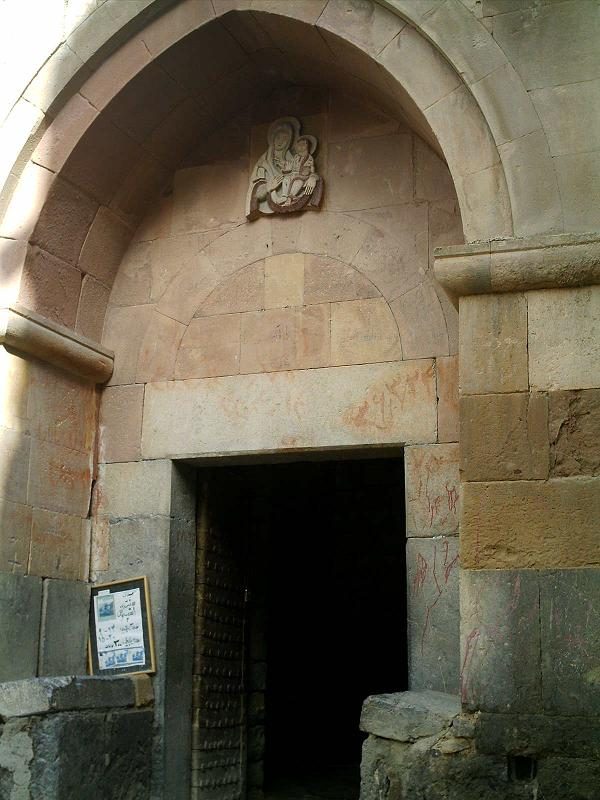
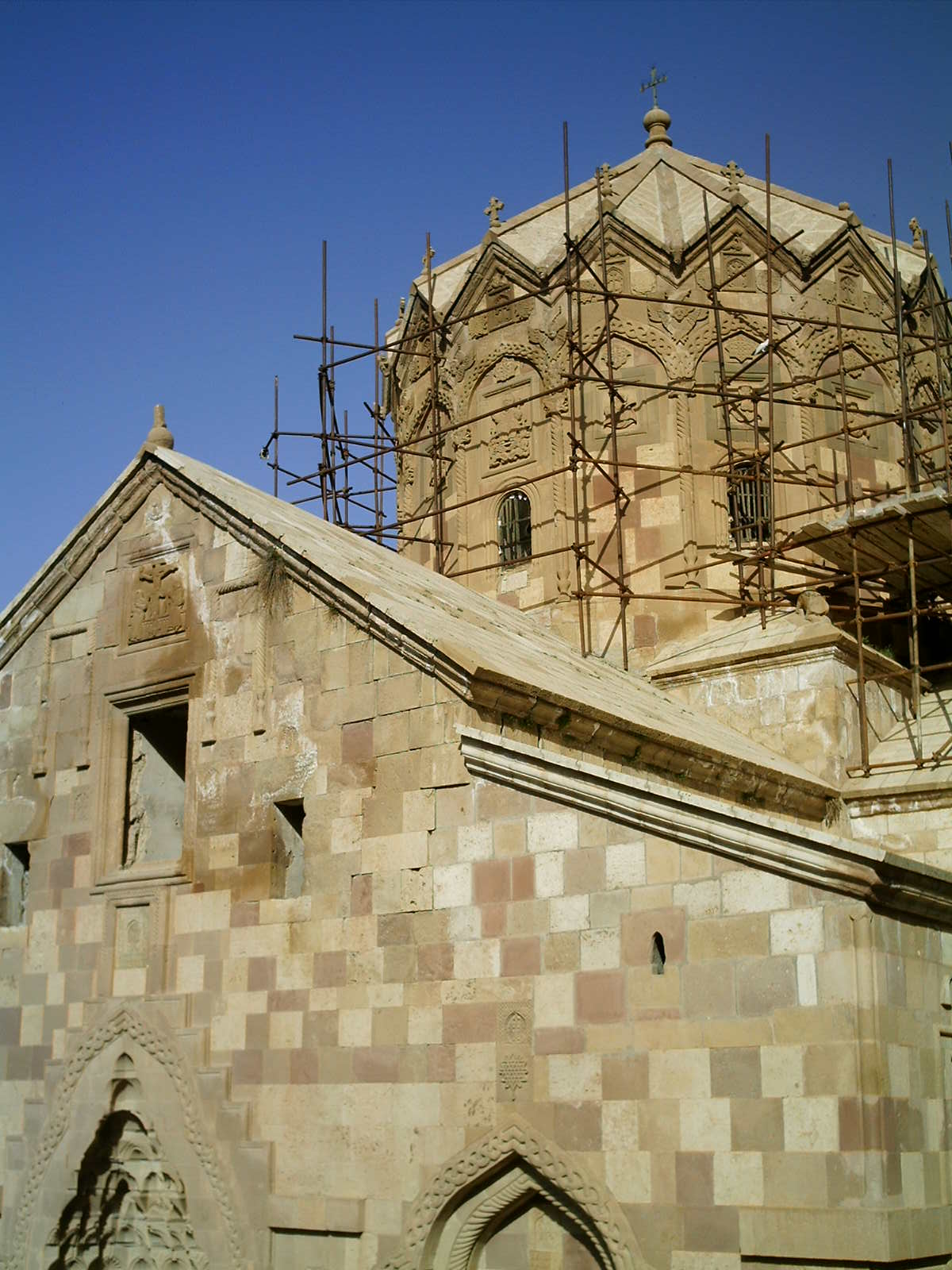
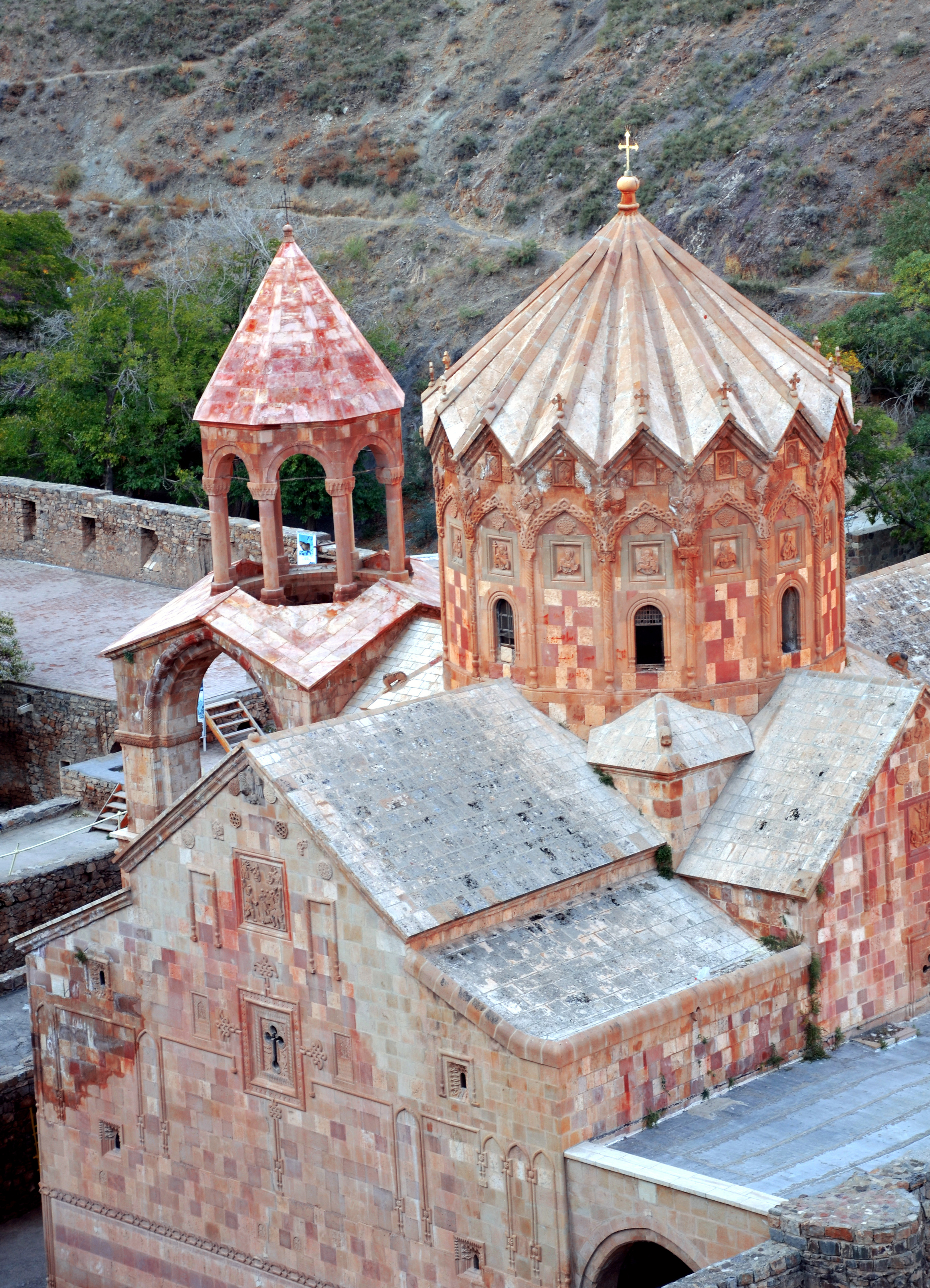
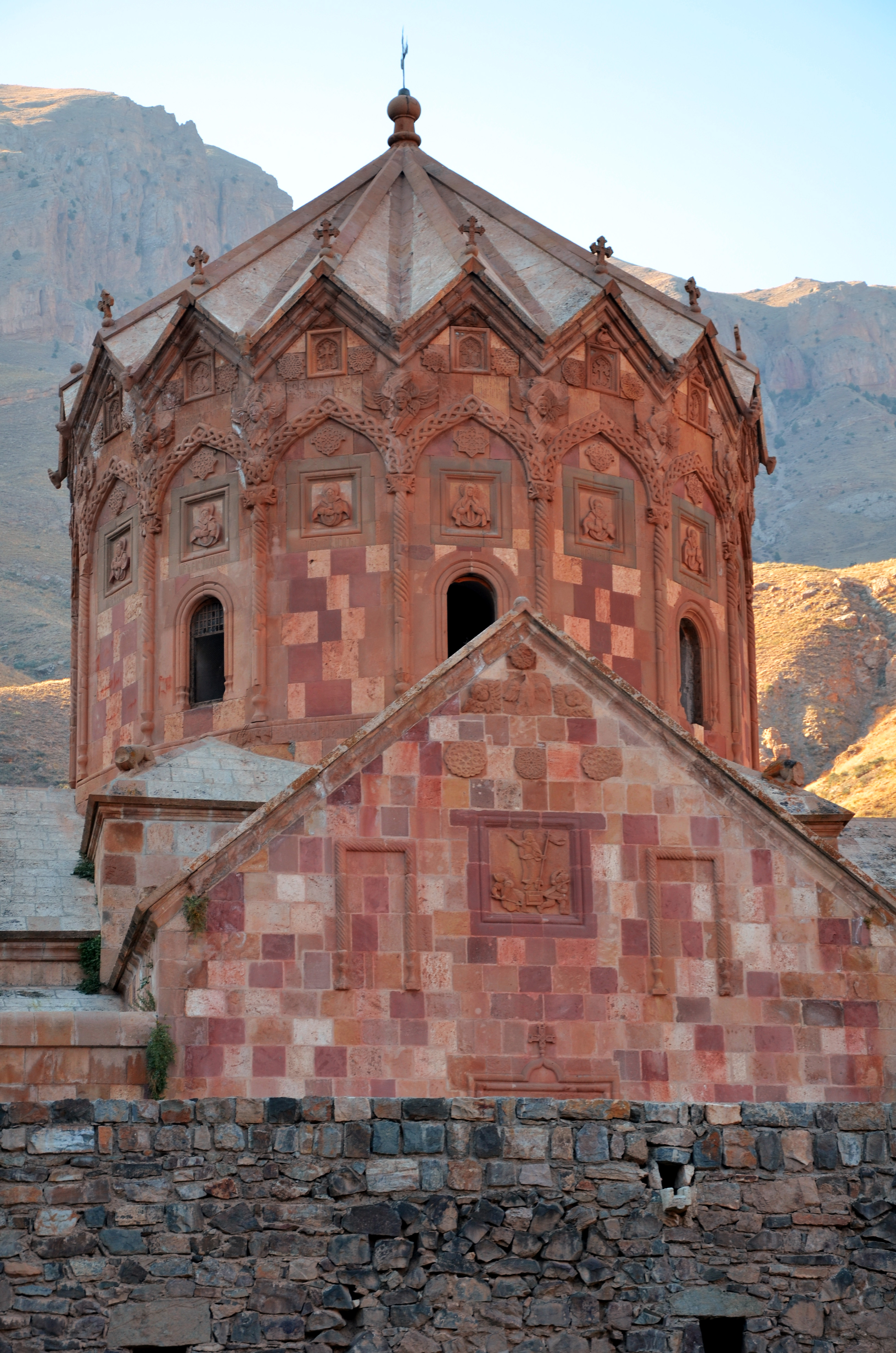
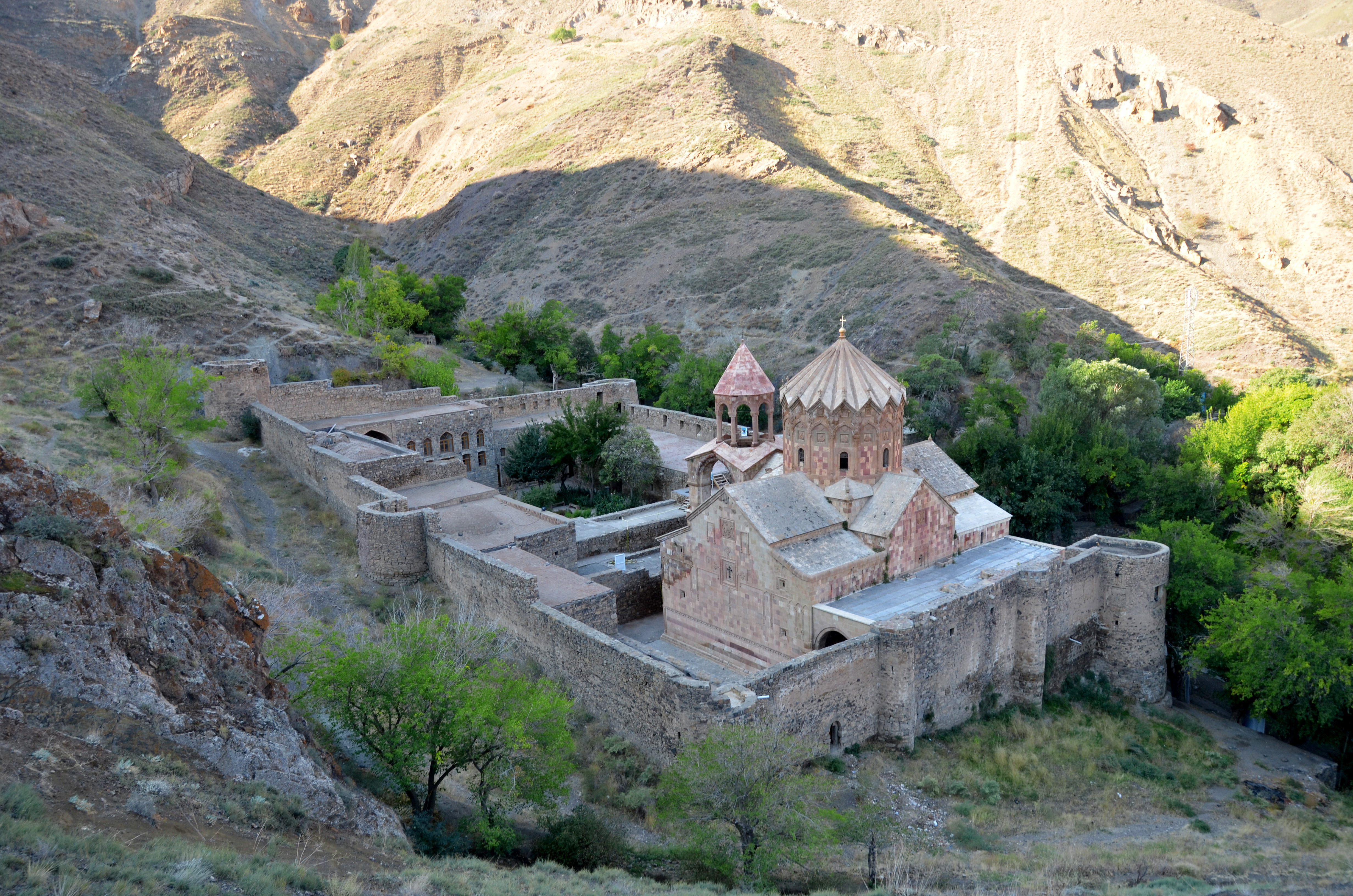